# Акунья, Валентино
Валентино Андрес Акунья (исп. Valentino Andrés Acuña; родился 27 января 2006, Росарио) — аргентинский футболист, полузащитник клуба «Ньюэллс Олд Бойз».

## Клубная карьера
Уроженец Росарио (провинция Санта-Фе), Акунья начал играть в футбол в возрасте трёх лет в местном клубе «Банкария». В 2010 году присоединился к академии клуба «Ньюэллс Олд Бойз», сделав хет-трик в своём дебютном матче за юношескую команду клуба против бразильского «Ботафого». В декабре 2022 года подписал свой первый профессиональный контракт.
15 сентября 2024 года дебютировал в основном составе «Ньюэллс Олд Бойз», выйдя на замену в матче аргентинской Примеры  против «Архентинос Хуниорс».

## Карьера в сборной
С 2022 по 2023 год выступал за сборную Аргентины до 17 лет. В составе сборной в 2023 году сыграл на юношеском чемпионате Южной Америки, а также на юношеском чемпионате мира.
В 2024 году дебютировал за сборную Аргентины до 20 лет.

## Личная жизнь
В 2014 году испанский режиссёр Алекс де ла Иглесиа увидел на видеоплатформе YouTube видеоролики с игрой Акуньи, после чего пригласил мальчика сыграть Лео Месси в детстве в документальном фильме «Месси». Режиссёр выбрал Акунью, просмотрев более 300 кандидатов. Как и Лионель, Валентино невысокого роста, левша, и обладает хорошей техникой работы с мячом.